# 粗毛锦鸡儿
粗毛锦鸡儿（学名：Caragana dasyphylla），为豆科锦鸡儿属下的一个植物种。